# Финдейзен, Отто Армин
Отто Армин Финдейзен (нем. Otto Armin Findeisen, 13 [25] октября 1831, Гёльниц, Германский союз — 10 [23] марта 1903, Санкт-Петербург) — лютеранский пастор немецкого происхождения.

## Биография
Отто Армин (Армин Карлович) Финдейзен родился 13 (25) октября 1831 года в местечке Гёльниц Восточного района герцогства Саксен-Альтенбург, ныне коммуна входит в район Альтенбург земли Свободное государство Тюрингия Федеративной Республики Германия. Был младшим из пяти детей пастора местной церкви.
По окончании гимназии в Альтенбурге в 1850 году поступил на юридический факультет Йенского университета, но в 1852 году перешел на богословский факультет Берлинского университета. В студенческие годы Финдейзен сблизился с Германом Дальтоном (впоследствии известным пастором реформатской общины в Санкт-Петербурге), который остался его другом на всю жизнь.
Финдейзен окончил обучение в университете в 1855 году, после чего некоторое время работал воспитателем детей сестры будущего канцлера Бисмарка, а затем в течение двух лет состоял преподавателем в частной гимназии в Лейпциге. В 1860 году он принял духовное звание и в течение шести неполных лет был вторым пастором лютеранской церкви Бийет в Париже.
В начале 1866 года Финдейзен переехал в Санкт-Петербург, получив должность одного из трех пасторов крупнейшего иноверческого прихода российской столицы — немецкой лютеранской церкви Св. Петра (Петрикирхе), где прослужил почти 35 лет, стяжав всеобщую любовь и уважение. Помимо духовной работы, он занимался делами целого ряда благотворительных учреждений и активно работал в Евангелической городской миссии, помогая братьям по вере, попавшим в трудные жизненные ситуации. Кроме того, Финдейзен преподавал Закон Божий в Петришуле и был законоучителем в Николаевском сиротском институте.
В 1868 году Финдейзен основал в Петербурге Евангелическое общество юношей (Evangelischer Jünglingsverein), деятельность которого была направлена на просвещение молодых людей и их защиту от «опасных для нравственности влияний». Это было первое подобное общество в России, и оно способствовало созданию подобных союзов в других городах страны.
Финдейзен был женат на купеческой дочери Фридерике Вильгельмине Брунариус. В семье родилось девять детей.

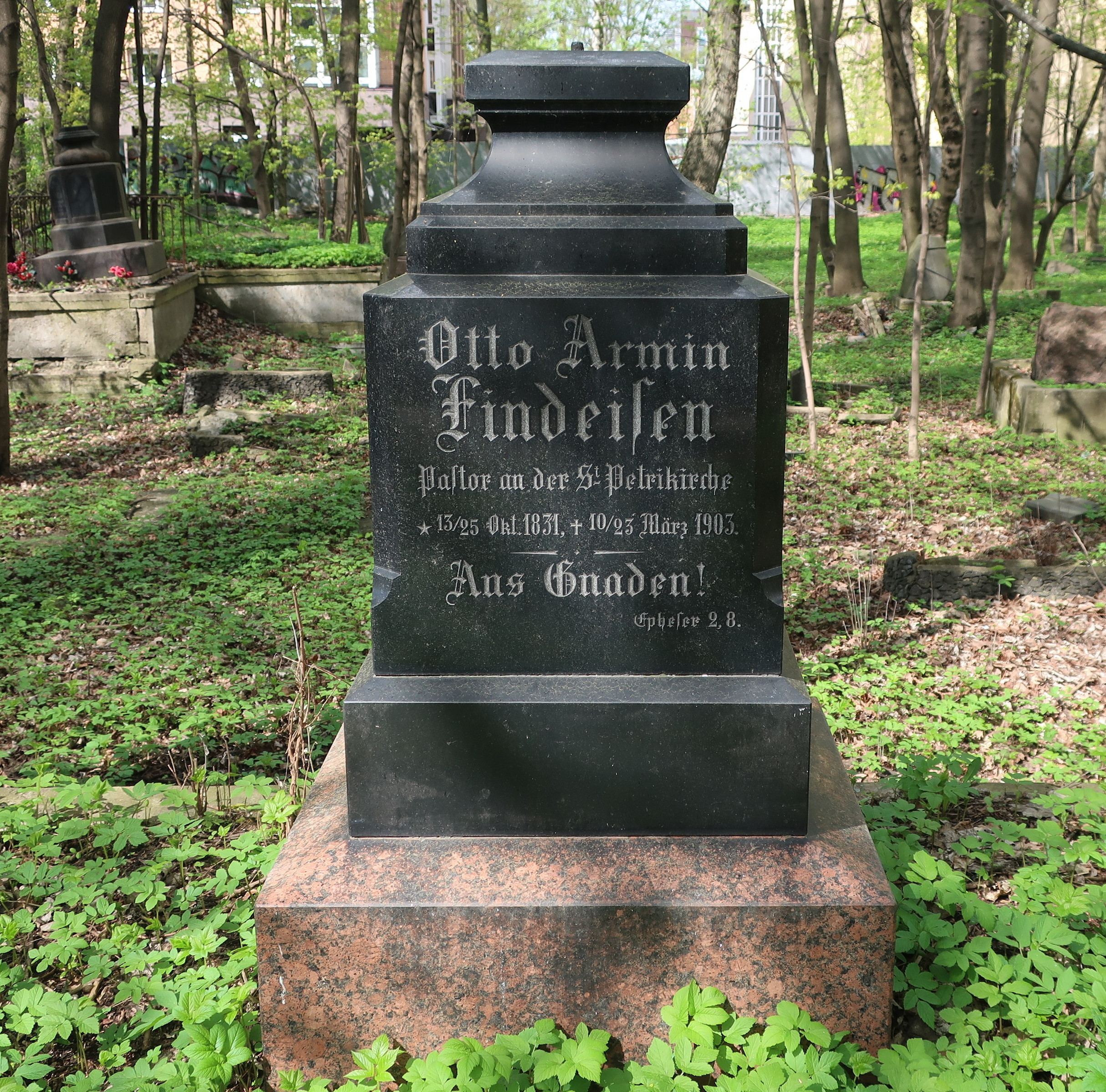
Могила Отто Армина Финдейзена на Смоленском лютеранском кладбище

30 апреля 1900 года Финдейзен оставил должность пастора Петрикирхе.
10 (23) марта 1903 года Армин Карлович Финдейзен скончался. На заупокойном богослужении в церкви Св. Петра присутствовали, в частности, член государственного совета К. И. Пален, германский посол Фридрих Иоганн фон Альвенслебен, а также великий князь Константин Константинович с супругой Елизаветой Маврикиевной (принцесса Саксен-Альтенбургская была духовной дочерью пастора Финдейзена и поддерживала с ним как с земляком дружеские отношения). По окончании отпевания гроб в сопровождении многочисленной толпы был перевезен на Смоленское лютеранское кладбище.
Надгробие Финдейзена на Смоленском лютеранском кладбище сохранилось.

## Творчество

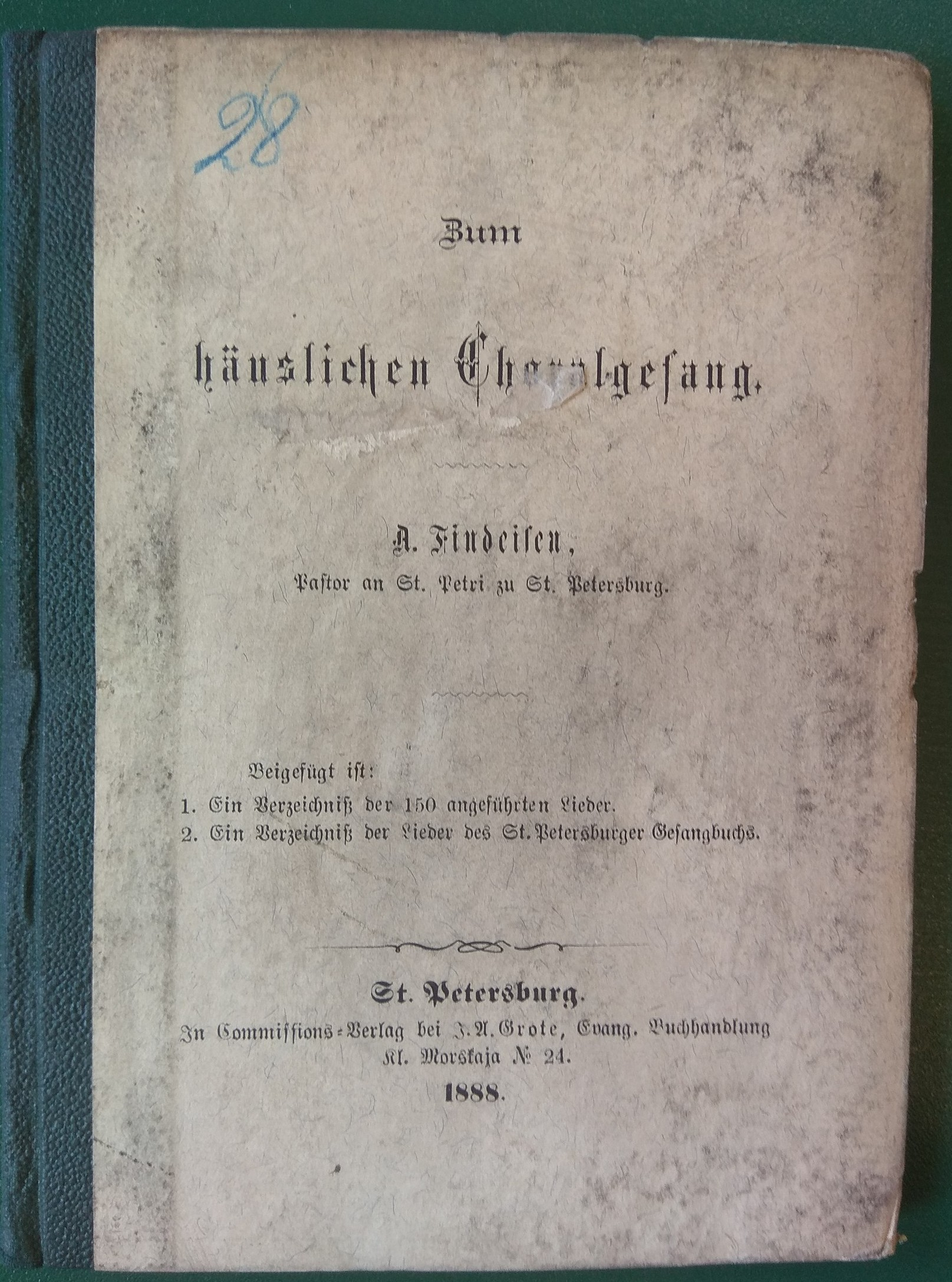
Книга пастора Финдейзена Zum häuslichen Choralgesang

Перу Финдейзена принадлежит несколько небольших сочинений. Занимаясь изучением старинных протестантских хоралов, он выпустил «Книгу для домашнего пения хоралов» (Zum häuslichen Choralgesang, 1888) и «Разъяснения по поводу некоторых наших песен» (Einige unserer Lieder erläutert, 1889), продемонстрировав литературный дар и тонкое понимание духовной поэзии.